# Məhəmməd Müslümov
Məhəmməd Raxmatullaeviç Müslümov (ur. 24 lipca 1992 roku) – azerski zapaśnik walczący w stylu wolnym. Zajął dziesiąte miejsce na mistrzostwach świata w 2014. Siódmy na mistrzostwach Europy w 2013. Wicemistrz igrzysk Solidarności Islamskiej w 2017. Piąty w Pucharze Świata w 2016. Wicemistrz Europy juniorów z 2011, a trzeci w ME U-23 w 2015 roku.